# Estación Peñón Blanco
Estación Peñón Blanco är en ort i Mexiko.   Den ligger i kommunen Salinas och delstaten San Luis Potosí, i den centrala delen av landet, 400 km nordväst om huvudstaden Mexico City. Estación Peñón Blanco ligger 2 099 meter över havet och antalet invånare är 147.
Terrängen runt Estación Peñón Blanco är huvudsakligen platt, men österut är den kuperad. Runt Estación Peñón Blanco är det ganska glesbefolkat, med 45 invånare per kvadratkilometer. Närmaste större samhälle är Salinas de Hidalgo, 17,5 km nordost om Estación Peñón Blanco. Omgivningarna runt Estación Peñón Blanco är i huvudsak ett öppet busklandskap.